# A káprázatos Mrs. Maisel
A káprázatos Mrs. Maisel (eredeti címe: The Marvelous Mrs. Maisel) amerikai vígjáték-drámasorozat, amelyet Amy Sherman-Palladino alkotot meg. A műsor 2017. március 17-én debütált az Amazon Prime Videón. A történet az ötvenes-hatvanas években játszódik, a főszereplő pedig Miriam "Midge" Maisel (Rachel Brosnahan), egy háziasszony, aki felfedezi, hogy tehetséges a stand-up comedy műfajában, és elhatározza, hogy komikus karriert folytat. További szerepekben Alex Borstein, Michael Zegen, Marin Hinkle, Tony Shalhoub, Kevin Pollak, Caroline Aaron és Jane Lynch láthatóak. 
A második évadot 2018. december 5-én mutatták be, a harmadik évad pedig 2019. december 6-án jelent meg. 2019. december 12-én berendelték a negyedik évadot, amely 2022. február 18-án jelenik meg.

## Szereplők
| Szerep                | Színész          | Magyar hang       |
| --------------------- | ---------------- | ----------------- |
| Miriam 'Midge' Maisel | Rachel Brosnahan | Csuha Borbála     |
| Susie Myerson         | Alex Borstein    | Peller Anna       |
| Joel Maisel           | Michael Zegen    | Fehér Tibor       |
| Rose Weissman         | Marin Hinkle     | Farkasinszky Edit |
| Abe Weissman          | Tony Shalhoub    | Háda János        |
| Moishe Maisel         | Kevin Pollak     | Scherer Péter     |
| Shirley Maisel        | Caroline Aaron   | Rátonyi Hajni     |
| Sophie Lennon         | Jane Lynch       | Spilák Klára      |
| Lenny Bruce           | Luke Kirby       | Dányi Krisztián   |
| Gordon Ford           | Reid Scott       | Seder Gábor       |
| Dinah Rutledge        | Alfie Fuller     | Nagy Blanka       |
| Mike Carr             | Jason Ralph      | Simon Kornél      |

## A sorozat készítése
Sherman-Palladino elmondása szerint stand-up komikus apja, illetve az első női humoristák, például Joan Rivers és Totie Fields hatottak rá a sorozat kitalálásakor.
2016 júniusában az Amazon megrendelte a próbaepizódot. Az epizód írója és producere Sherman-Palladino volt,2017. március 17-én jelent meg. 2017. április 10-én az Amazon berendelte a sorozatot, melynek vezető producerei Sherman-Palladino és Daniel Palladino, Dhana Gilbert pedig producerként tevékenykedik. A sorozat 2017. november 29-én mutatkozott be.
2018. május 20-án az Amazon bejelentette, hogy a harmadik évadot is megrendelték. A második évad 2018. december 5-én mutatkozott be, 
A harmadik évad 2019. december 6-án jelent meg. Egy héttel később az Amazon megrendelte a negyedik évadot is.

## Fogadtatás
A sorozat pozitív kritikákban részesült. A Rotten Tomatoes oldalán 88%-ot ért el, a Metacritic oldalán pedig 80 pontot szerzett.